# Кравара

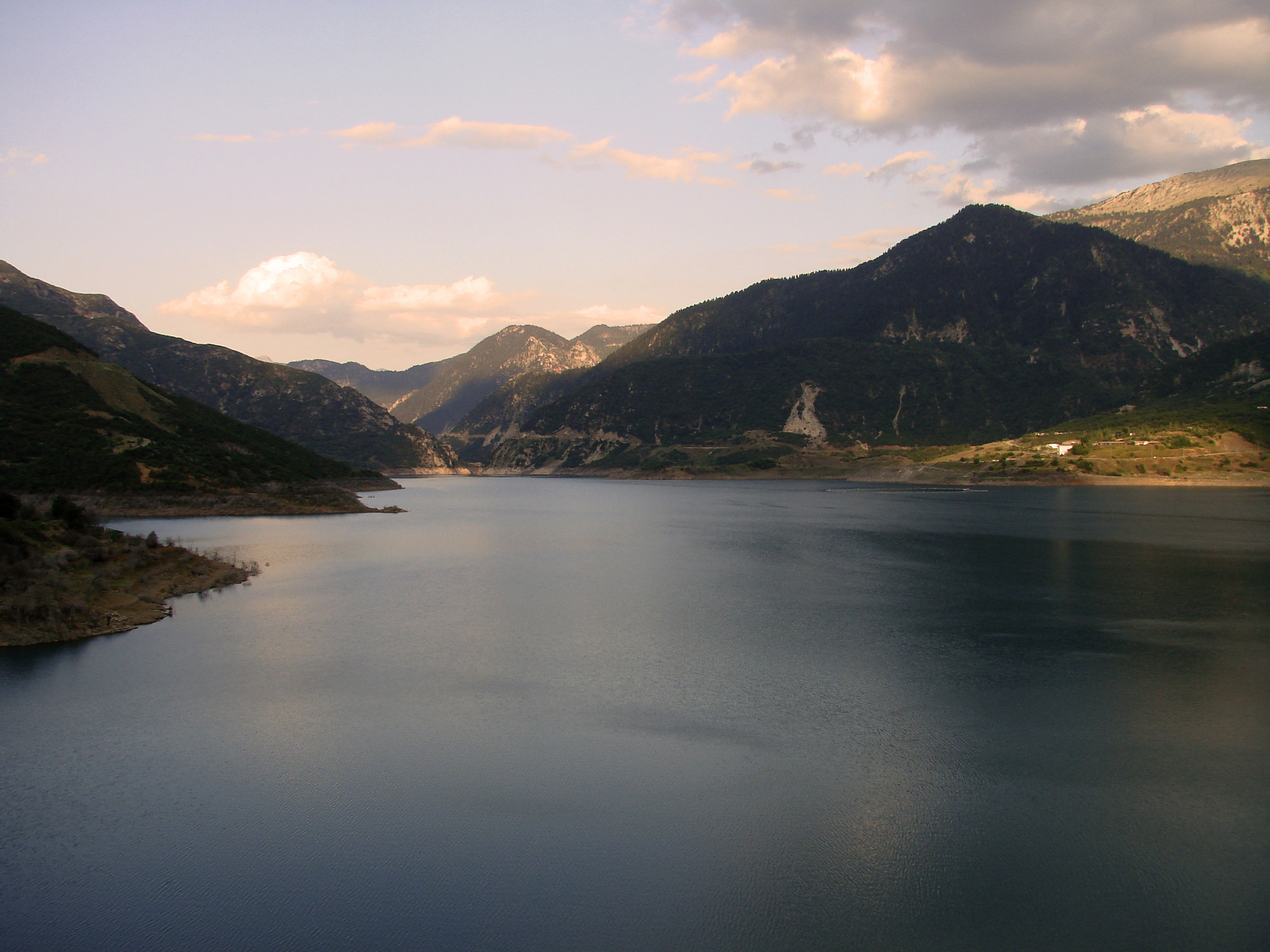
Кравара

Кравара или Кравари (греч. Κράβαρα ή Κράβαρη) — историческая область в Этолии и Акарнании, Средняя Греция.
Макс Фасмер упоминает её в числе греческих топонимов славянского происхождения.
Название района сохранилось со времен Османской империи и относится к горной местности к северу от епархии Венетико в Навпакте. Во времена Османской империи этот район также был известен как Влахохория или Клефтохория, то есть земля валахов или земля клефтов.